# Buergeria
A Buergeria a kétéltűek (Amphibia) osztályába, a békák (Anura) rendjébe és az evezőbéka-félék (Rhacophoridae) családjába tartozó nem.

## Előfordulásuk
A nembe tartozó fajok Kína Hajnan tartományában, Tajvanon, továbbá Japán Rjúkjú-szigeteitől Honsúig honosak.

## Rendszerezésük
A nembe tartozó fajok:
- Buergeria buergeri (Temminck & Schlegel, 1838)
- Buergeria japonica (Hallowell, 1861)
- Buergeria oxycephala (Boulenger, 1900)
- Buergeria otai Wang, Hsiao, Lee, Tseng, Lin, Komaki & Lin, 2018 "2017"
- Buergeria oxycephala (Boulenger, 1900 "1899")
- Buergeria robusta (Boulenger, 1909)

## Megjelenésük
A Buergeria nembe tartozó fajok közepes vagy nagyméretű békák, méretük 40–80 mm, testformájukban a többi evezőbéka-félével ellentétben a Rana nem fajaira hasonlítanak. Bőrük sima, és nincsenek háti mintázataik. Lábuk teljesen úszóhártyás, míg mellső lábuk ujjai csak félig hártyásak. Sok petét raknak le, melyeket a vízbe raknak, és az ebihal stádiumon keresztül fejlődnek.